# 시 (성씨)
시(施, 柴)씨는 중국과 한국의 성씨이다.

## 베풀 시 施
시(施)씨는 중국 절강성 항주에서 계출되었다. 시씨(施氏)는 중국 오흥지방에서 시작된 성씨로 주나라 경왕 때 공자의 제자 시지상의 후예로 전해지고 있다. 
시(施)씨는 2015년 대한민국 통계청 인구조사에서 2,235명으로 조사되어 한국의 성씨 인구 140위이다. 
절강 시씨(浙江施氏) 시조 시문용(施文用)은 명나라 병부시랑을 지낸 시윤제(施允濟)의 아들로, 임진왜란과 정유재란 때 행영중군(行營中軍)으로 참전했던 무장(武將)이다. 그는 전쟁이 끝난 후 부상으로 귀국하지 않고 경상도 상주에 정착하였다. 정인홍(鄭仁弘)의 사촌 누이인 합천군의 장함(張涵)의 딸과 혼인하여 시영건(施永建)과 시영달(施永達)을 두었다. 시문용은 땅을 잘 보는 것으로 천거되어 벼슬을 얻었다. 선조(宣祖)가 첨지중추부사를 제수하였고, 영조 때는 참판을 추증하면서 ‘시문용 후손들을 천역(賤役)의 명단에 이름을 두지 말라.’고 전교하였다. 1793년(정조 17년) 시문용의 자손들을 녹용(錄用)하였다.

## 섶 시 柴
시(柴)씨는 중국에서 계출된 성씨로서 춘추시대 제나라의 왕이었던 강태공의 후예이다. 강태공의 후대인 제문공의 후손인 고시의
손자가 이름자인 시를 성으로 삼은 것이 시초이다. 즉, 강씨와는 한 핏줄이다. 인물로는 오대십국시기 중국을 통일한 후주의 황제 시영이 있으며, 중국의 제일가는 황제중의 한 사람으로 꼽힌다. 특히, 중국 송나라 시기에는 명문거족이자 황족으로서 예우받았다. 그 외에 전한(前漢) 고조(高祖) 때 장군(將軍) 시무(柴武), 수(隋)나라 양제(煬帝) 때 인물 시소(柴紹)가 있다. 
시(柴)씨는 2015년 대한민국 통계청 인구조사에서 2,114명으로 조사되어 한국의 성씨 인구 141위이다. 
태인(泰仁)은 전라북도 정읍시 태인면 일대의 지명이다.
1454년(단종 2)에 완성된 세종실록지리지에 전라도 전주부 태인현의 토성으로 박(朴)·시(柴)·허(許)·전(田)·경(景) 5성이 기록되어 있다.
주요 인물로는 궁인(宮人) 백야단(伯也丹), 시준무(柴峻茂) 등이 있다.

## 같이 보기
- 施姓
- 柴姓